# Edmund Müller (Offizier)
Edmund Müller (* 21. August 1926 in Luzern; † 16. Januar 2007; heimatberechtigt in Luzern) war ein Schweizer Offizier, zuletzt im Range eines Divisionärs.

## Leben

### Familie und Ausbildung
Der katholisch getaufte, gebürtige Luzerner Edmund Müller, Sohn des Elektromechanikers Adolf Müller sowie von dessen Ehegattin Maria geborene Felder, besuchte nach seinem Pflichtschulabschluss von 1942 bis 1944 die Zentralschweizerische Handels- und Verkehrsschule, die er mit dem Diplom beendete. Im Anschluss absolvierte er bis 1946 eine Lehre als Postbeamter.
Edmund Müller war mit Nelly, der Tochter des Arnold Glaus, verheiratet. Er verstarb im Januar 2007 im Alter von 80 Jahren.

### Beruflicher Werdegang
Nach einer Anstellung als Betriebsbeamter bei der Kreispostdirektion 3 trat er 1950 als Instruktionsoffizier der Versorgungstruppen in die Schweizer Armee ein, eine Funktion, die er bis 1968 innehatte. 1964 zum Generalstabsoffizier ernannt, wurde Edmund Müller 1975 zum Divisionär befördert. In dieser Position wirkte er bis 1983 als Kommandant der Zentralschulen und als Unterstabschef Logistik. 1984 wurde Edmund Müller das Kommando über die Felddivision 8 übertragen, 1988 wurde er in den Ruhestand verabschiedet.
In seiner Funktion als Unterstabschef Logistik arbeitete Edmund Müller ein neues Versorgungskonzept aus.

## Schrift
- Unsere Grossen Verbände. Die Felddivision 8. In: Allgemeine Schweizerische Militärzeitschrift (ASMZ). Band 153, Heft 5, Huber, Frauenfeld 1987, doi:10.5169/seals-57750, S. 289–291.